# Enea Hodoș
Enea Hodoș (n. 31 decembrie 1858, Roșia Montană – d. 25 iulie 1945, Sibiu) a fost un folclorist român, membru corespondent al Academiei Române din 1904. Prin activitatea sa de cercetător și culegător al creațiilor populare, Enea Hodoș a adus o însemnată contribuție la dezvoltarea folcloristicii române, urmând cultul înaintașilor pentru literatura populară. A fost interesat cu precădere de creațiile populare din Banat, deși în unele povești se întrevăd ocupațiile locuitorilor din localitatea sa de baștină.

## Genealogie
Enea Hodoș a făcut parte dintr-o familie de intelectuali greco-catolici cu vederi progresiste. Preotul Simion Balint, bunicul lui Enea Hodoș pe linie maternă, a fost unul din luptătorii care, în 1848, a participat activ în calitate de tribun la revoluția condusă de Avram Iancu. A urmat studiile teologice și a fost numit preot capelan în parohia greco-catolică din Roșia Montană. A avut o fiică, Ana Balint, mama lui Enea Hodoș. Locuitorii din Roșia Montană vorbeau cu însuflețire despre faptele Părintelui Simion Balint și-i cântau cântecul:
„Popa Balint ca paroh
Sus la Roșia ține foc
Ciurulean la Buciumani
Și Maior peste Ivan”

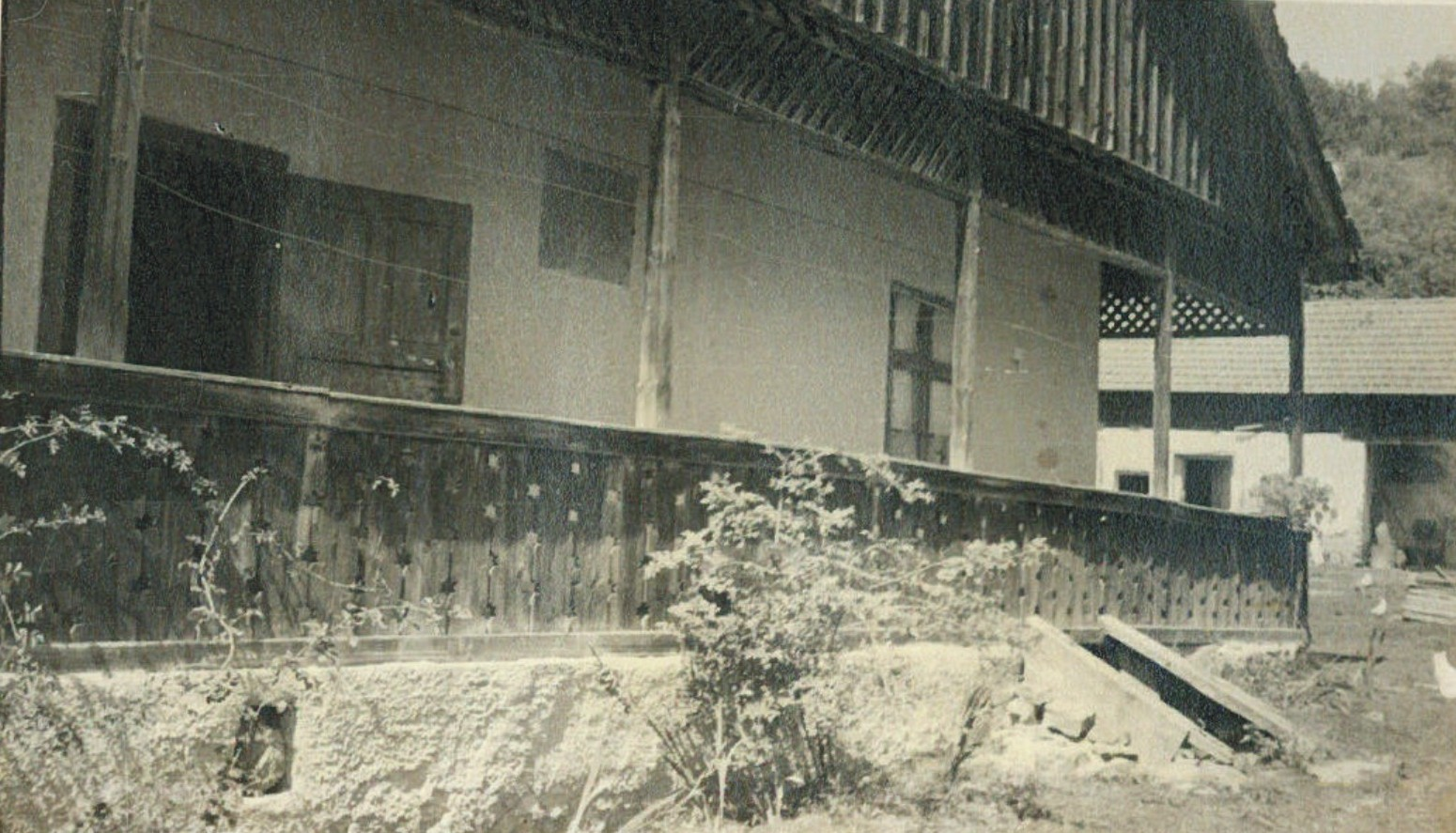
Casa din Roșia Montană în care s-a născut Enea Hodoș. Pe unul din pereți este înscris: S-a ridicatu aceste case parochiale prin stăruința și intervenția parochului și protopopului Simeon cav. de Balint. Ne sin posteritas ingrata.

Folcloristul s-a putut mândri și cu rudele din partea tatălui, fiindcă străbunicul său, Ioan Popovici poreclit „Hodoș”, a fost și el preot. Interesant este faptul că numele folcloristului derivă dintr-o poreclă, „hod” în limba maghiară însemnând pastor. Vasile, unul din fiii lui Ioan Popovici, de asemenea preot, a fost bunicul lui Enea Hodoș și tatăl lui Iosif Hodoș. Spre deosebire de înaintașii săi ce se dedicaseră preoției, Iosif Hodoș, tatăl folcloristului, a ales o altă cale devenind om politic și scriitor. Iosif Hodoș, împreună cu Alexandru Papiu-Ilarian și cu Simion Bărnuțiu, a studiat Dreptul în Italia, la Padova, unde cei trei au obținut doctoratul, spre bucuria și mândria părintelui Balint, care îi sprijinise financiar în aceasta perioadă.
Iosif Hodoș se numără printre primii membri ai Asociației Transilvane pentru Literatura Română și Cultura Poporului Român (ASTRA). Este membru fondator al Academiei Române și secretar general al ei până la moarte.

## Anii de studiu
Din însemnările autobiografice ale lui Enea Hodoș, aflăm că a făcut clasa I la Roșia, continuând apoi învățătura la școala ungurească din Brad, unde tatăl său, care era vice comite în Baia de Criș, a hotărât să-l dea. Despre cartea pe care o făcea, Enea Hodoș va scrie mai târziu:
„Ceva citire, ceva scriere, ceva aritmetică și cântare, iată toată cartea, mai învățam la urmă un fel de geografie. În zilele de sâmbătă după amiază, aveam o oră așteptată cu mare sete. Dascălul nostru... citea timp de o oră istoria minunată a lui Robinson, care o ascultam și o sorbem de drag ce ne era.”— Enea Hodoș - Literatura zilei, 1941 

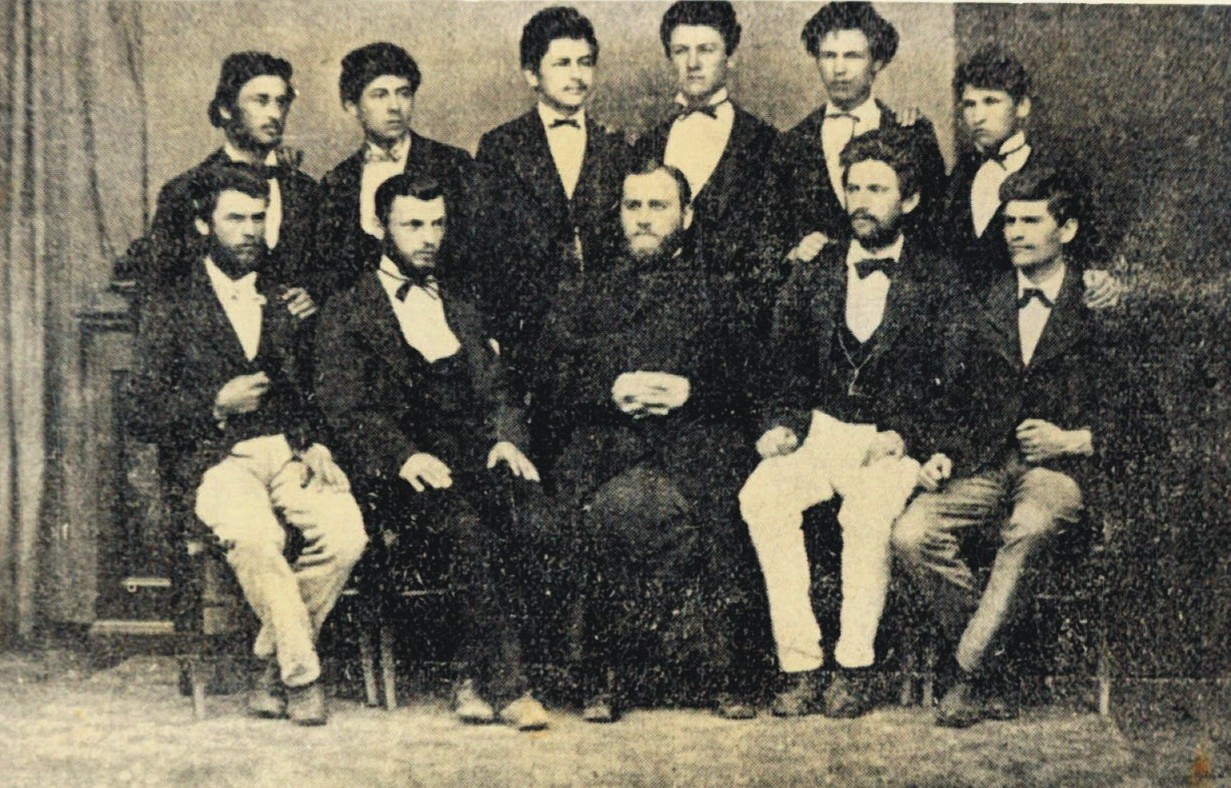
Absolvenții Liceului din Blaj în 1877 (10 din 15).
Rândul de sus: Micu, Muntenescu, Enea Hodoș, Florian, Valeanu, Brânzeu.
Rândul de jos: Folea, Buzdug, profesorul Gherman, Iosof, Marian.

Urmează gimnaziul inferior la Brad, iar clasele superioare ale gimnaziului la Brașov și Blaj, unde îl are ca profesor pe Ioan Micu Moldovan, a cărui influență va fi determinantă în activitatea sa ulterioară de culegător de folclor. În anul 1877, a trecut examenul de bacalaureat cu nota „laudabiliter”. S-a înscris la Universitatea din Viena, unde urmează ca bursier al Societății „Transilvania” cursurile de medicină timp de 4 ani. În anul 1880, după ce mor atât Simion Balint cât și Iosif Hodoș, părăsește facultatea de medicină și trece la cea de litere și filozofie, pe care o urmează la Budapesta și Viena, întreținându-se din modestele mijloace rămase de la părinții săi.
În anul 1885, în cadrul unui concurs organizat de Universitatea din Budapesta, obține un premiu cu o lucrare ce trata influența limbii maghiare asupra limbii române. Facultatea de filozofie a absolvit-o la Viena. Acest oraș a fost un focar de răspândire a junimismului în Ardeal, prin Societatea „România jună”, una dintre cele mai bine organizate societăți de studenți până la Unire. La acțiunile studențești organizate de această societate a luat parte și Enea Hodoș printre alți tineri veniți la Viena, de la Brașov, Blaj, Năsăud și Arad.

## Prezența în diferite domenii de activitate
La întoarcerea în țară, Enea Hodoș este profesor la Școala de fete din Sibiu. În 1889, vine la Caransebeș ca profesor de limba română și limba maghiară la Institutul teologic-pedagogic unde stă până în toamna anului 1905.
Trăia într-un cerc de prieteni nu prea numeroși. Îți făcea impresia, la prima vedere, că e posomorât, dar era plin de umor și când era cazul, te pișca nemilos cu ironia sa usturătoare. A fost un dascăl de o neîntrecută măiestrie pedagogică.
Datorită persecuției protopopului, din cauza unor schițe în care criticase preoțimea, este nevoit să plece în 1905 din Caransebeș la Sibiu, unde va lucra la Telegraful român, cu o mică întrerupere, pentru că în 1919, i s-a încredințat organizarea școlii normale din Sighetul Marmației, până în februarie 1920. Romul Ciorogariu, profesor la Arad și mai târziu la Roman, episcop al Oradei, îi scrie lui Hodoș:
„Onorabile! Ți-ai aprins paie în cap cu Schițe umoristice... Fapt e că mișcarea e pusă sistematic la cale și ai să te pomenești cu un disciplinar în grumaz.”— Enea Hodoș - Scrisori 

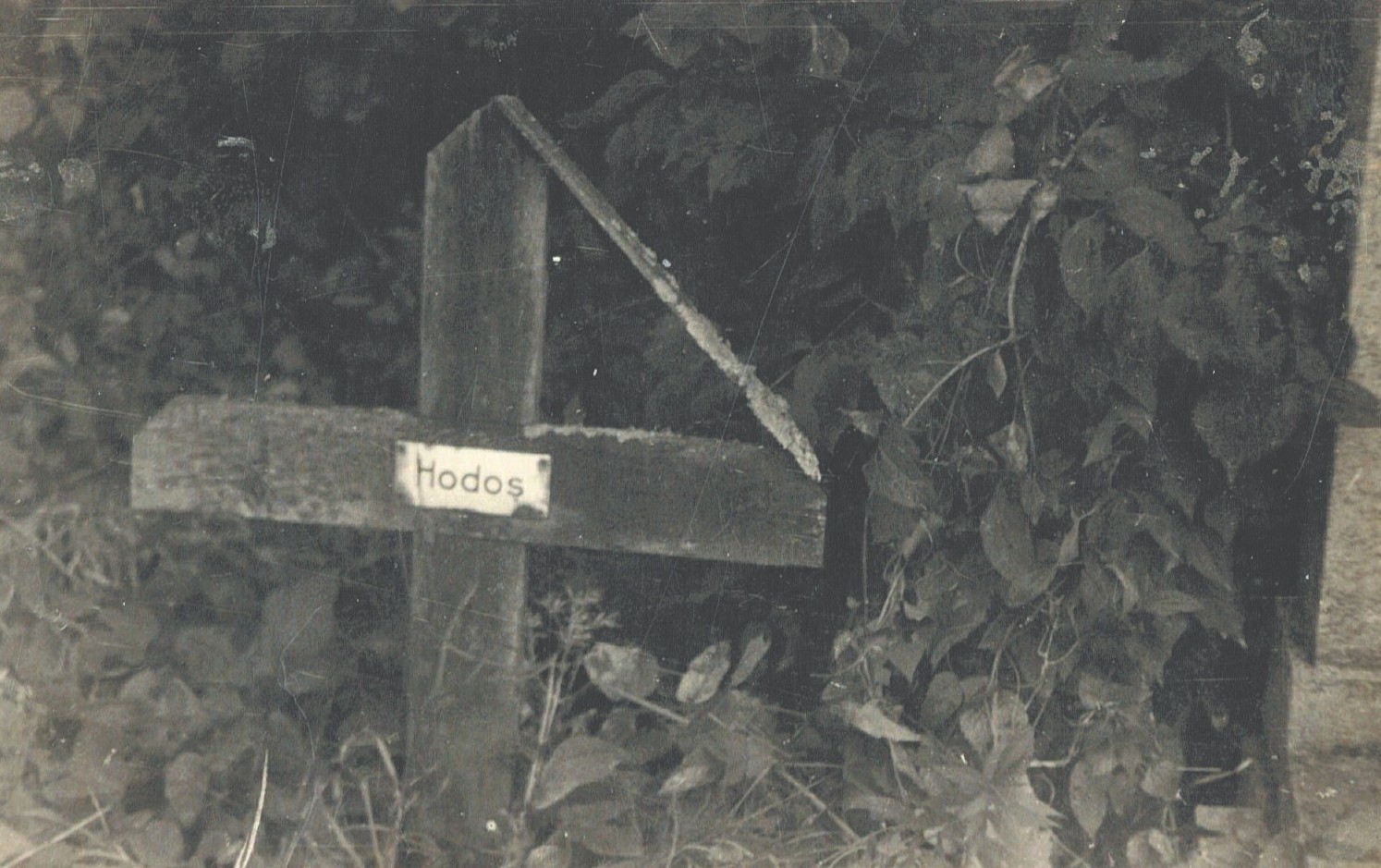
Mormântul lui Enea Hodoș

Se întoarce la Sibiu, unde va rămâne până în anul 1945, când se stinge din viață, în 25 iulie. În cimitirul central din acest oraș, se află mormântul său, a cărui înfățișare nu dezminte modestia de o viață de om a folcloristului.
„S-a stins ușor ca o candelă pe sfârșite, cel ce a fost profesorul scriitorul și gazetarul Enea Hodoș. În fața sicriului care cuprinde osemintele sale pământești, sîntem stăpâniți de fiorul morții și ne dăm seama cât de severă și de implacabilă este legea: "pământ ești și în pământ vei merge". Nici spiritul său dârz și atât de îndelung dinamic, nu l-a putut scoate de sub povara acestei legi.... Bun, modest, tăcut și zgârcit la vorbă, Enea Hodoș a fost un dascăl zelos și conștiincios. Puțini cărturari și-au învăluit ostenelile în atâta discreție și modestie ca el. A fost un însingurat în cea mai plină accepție a cuvântului ceea ce l-a făcut să nu se amestece niciodată printre cei ce se trudeau pe aceleași tărâmuri intelectuale ca el, deși inima sa ce se dezvăluia arareori, era de o bunătate rară și de o vigoare surprinzătoare pentru venerabila vârstă ce s-a învrednicit a o ajunge. Înzestrat cu o judecată ageră și cu o minte sfredelitoare s-a bucurat de o deosebită cinste a fi unul dintre martorii unor vremuri mari din istoria antebelică a Ardealului, în ritmul cărora a lucrat cu spor și pilduitoare tragere de inimă... Maestru al condeiului, stilul său lapidar, sobru și ca tăiat din marmoră rămâne pildă pentru urmași. Trudnic si conștiincios lucrător și-a risipit zilnic energiile ca redactor al Telegrafului Român. Moț plin de dârzenie a luptat cu toate vicisitudinile vieții pentru a realiza biruința spiritului asupra materiei. A cheltuit suflet, sănătate și credință pentru propășirea noastră. Pentru toate acestea a fost cinstit cu titlurile de membru corespondent al Academiei Române și membru onorar al Societății Ziariștilor Ardeleni.

Acum când înfrânt de anii trăiți de muncă ce nu cunoaște oboseală, trupul său se coboară în noaptea țărânei din care a fost făcut și când sufletul său trudit se odihnește în liniștea veșniciei, instituția și redacția ziarului Telegrafului Român pe care le-a slujit cu atâta râvnă îi aduc, prin rostul meu smerit, ultimul omagiu sincer de mulțumire și de recunoștință și-i adresează creștinescul "Fie-ți țărâna ușoară și memoria binecuvântată!".”— Corneliu Sârbu, Telegrafului Român, Nr. 30-31, 1945, p. 3.
Enea Hodoș a contribuit la dezvoltarea învățământului nu numai prin activitatea de profesor, ci și prin editarea de manuale școlare. Manualul de istoria literaturii are o valoare documentar-științifică aparte.
„Cartea aceasta apărută în 1893, (în mai multe ediții) contează printre primele lucrări de istoria literaturii la noi.”
susține cercetătorul timișorean Ion Iliescu într-una din cărțile sale dedicate istoriei culturale a Banatului în raport cu cultura română.
Alte manuale au fost: Noțiuni de stilistică și poetică și carte de citire pentru scoale normale și clase inferioare secundare, Manualul de gramatică și cetire pentru preparandii, școale medii și civile, Elemente de istoria literaturii pentru școlile normale și cele minoritare. A editat Mic dicționar (către cititori), cu scopul de a contribui, după cum însuși folcloristul mărturisește, „la înfăptuirea unității naționale culturale și la unificarea limbii”. Comparând cuvintele din Micul dicționar cu cele din dicționarele de azi, observăm că unele și-au schimbat sensul, iar altele au dispărut din vorbirea curentă, devenind arhaisme. Pe unele dintre acestea, chiar E. Hodoș le-a considerat cuvinte vechi:
brașoveancă - trăsură cu coviltir
prestolnic - pecete apăsată pe corn de prescuri
bogzăr - viză
Altele se mai păstreză doar în operele literare:
boi - înfațișare, făptură, fel
condur - pantof, plantă de podoabă
Din preocuparea ligvistică a lui E. Hodoș de a face înțeleasă limba noastră, face parte și obiceiul său de a explica, în culegerile de folclor, diferite provincialisme folosite în Banat, precum și trăsăturile caracteristice ale limbii din această parte a țării.

### Originea limbii române
În manualele școlare și în alte lucrări, s-a preocupat de limba și literatura poporului nostru. Hodoș susține formarea limbii române din latina populară vorbită de coloniștii aduși din Hispania, Galia, Asia Mică și Siria. „Limba dacilor și geților nu o cunoaștem. Din limba lor ni s-a păstrat, la diferiți autori greci și latini, mai multe nume de persoane, de cetăți, de râuri și munți.”  El admite că românii veniți în atingere cu alte popoare au împrumutat de la unele dintre ele elemente gramaticale, îndeosebi elemente lexicale. În legătură cu aportul elementului slav la formarea limbii române, părerea lui Hodoș este următoarea: „Formarea ei ca limbă românească, aceasta n-a putut să se întâmple decât după venirea slavilor, cu trei sau patru sute de ani în urmă; va să zică în secolul al VIII - IX-lea.”  Această influență însă n-a schimbat caracterul romanic al limbii române. Structura gramaticală, fondul principal de cuvinte sunt de origine latină, iar elementele slave n-au participat la cele mai importante transformări ale limbii române care o deosebesc atât de limba latină, cât și de alte limbi romanice.
În legătură cu dialectele Hodoș afirmă: „Presupunem că limba noastră și dialectele au format odată o singură limbă. După ce numărul lor s-a înmulțit, s-au despărtit în mai multe grupe: unii au rămas pe loc, alții au apucat spre Balcani, în Macedonia și țările vecine, alții spre Istria.”  Formarea dialectelor limbii române a stârnit adesea controverse. Nu știm de ce  Hodoș amintește numai dialectele macedoromân, istroromân și dacoromân ("vorbirea noastră"), neglijând dialectul meglenoromân.

### Ortografia cu alfabetul latin
O problemă tot atât de importantă care nu i-a rămas străină lui E. Hodoș este ortografia cu litere latine a limbii. Ca și alți lingviști, a susținut că, până în secolul al XIX-lea, s-a folosit alfabetul chirilic care avea 43 de slove. Alfabetul chirilic este un „vechi alfabet slav creat de frații Chiril și Metodiu în sec. al IX-lea și întrebuințat la noi (oficial) până în 1860, care a servit drept bază pentru alfabetele folosite de popoarele slave ortodoxe”. Acest alfabet a fost redus de Ion Heliade-Rădulescu. După 1850, s-a mai folosit un alfabet latin amestecat cu chirilice. E. Hodoș amintește că cea mai veche încercare de folosire a literelor latine a fost făcută de Luca Stroici, mare logofăt al Moldovei. Acesta, pe când se afla în exil în Polonia (1593), a scris cu litere latine rugăciunea Tatăl nostru pentru a-i arăta unui învățat polon un exemplu de limbă română.
Cel care, prin multele sale scrieri și prin profundele cunoștințe, a contribuit la înlăturarea chirilicelor a fost Timotei Cipariu. E. Hodoș îl consideră ca fiind părintele filologiei române, dat fiind faptul că a făcut cele mai valoroase cercetări asupra limbii române în timpul său și totodată a urmărit-o în dezvoltarea ei istorică. Probleme legate de limba noastră sunt înfățișate de E. Hodoș și în cartea Cercetări. Probleme școlare confesionale, apărută la Sibiu, carte importantă pentru relevarea trecutului școlilor românești. La sfârșitul secolului al XIX-lea, în Banat și în Transilvania, existau școli comunale și școli confesionale. Una dintre problemele importante ce s-a discutat în sinoadele și în conferințele învățătorești a fost cea legată de ortografie. Învățătorii și preoții înclinau spre ortografia fonetică și începuseră a se folosi de ea în acte oficiale și în învățământ. Nicolae Popea, episcopul de mai târziu al Caransebeșului, spunea: „Noi, românii de dincoace de Carpați, avem astăzi să ne conformăm literaturii din România, căci în deșert ne vom împotrivi trecutului fonetic de acolo”.  Printre cei care susțineau etimologismul au fost Iosif Hodoș și Partenie Cosma. Învățătorii care întâmpinau greutăți din cauza ortografiei etimologice, cer Consistoriului să întocmească și să tipărească manuale cu ortografie fonetică. În 1879, fonetismul își face intrarea și în redactarea proceselor verbale, atât în sinodul arhidiecezan de la Sibiu, cât și în cel de la Brașov.

### Lucrări istorice
A scris lucrări cu caracter istoric: Din corespondența lui Simion Bărnuțiu și a contemporanilor săi, biografia Simion Balint, Din tinerețile lui Avram Iancu.
Simțul omului realist pătrunde în aceste scrieri, pentru că E. Hodoș pune accentul pe veridicitate. Nefiind de acord cu unii istorici care denaturau faptele, el arată: „Acești istorici uită, ori se prefac că uită, că revoluțiile nu s-au petrecut până acum nicăieri cu bastoane de promenadă ori cu tulumbele. Poporul apăsat și necăjit, fie român, fie ungur a apucat parul și coasa în mâini și nu s-a prea uitat unde lovește, ci a căutat să se răzbune asupra domnilor așa cum a putut”. E. Hodoș are meritul de a fi dat calitatea de argument unor date pe care le cunoștea din anumite scrisori. Datele cuprinse în aceste cărți i-au fost la îndemână, pentru că fiind unul din urmașii lui Iosif Hodoș era cel mai în măsură să le aibă, după cum singur mărturisește: „Cititorilor acestor pagini le înfățișez câteva clipe din apropiatul trecut politic și cultural transilvănean în lumina unei serii de scrisori inedite din a doua jumătate a veacului trecut (1849-1899) aflătoare în colecția de acte și corespondență a subsemnatului.” 
În articolul Avram Iancu în 1852, E. Hodoș relateză atitudinea lui Avram Iancu față de împăratul Francisc Iosif cu ocazia venirii acestuia în Transilvania. Iancu n-a vrut să se prezinte în fața împăratului nici la Găina, nici la Câmpeni, nici la Cluj, deși i-au organizat o bună primire: „Iancu... a și început a face pregătiri pe ruta aceasta, mai întâi a acordat facerea unui sopru frumos și spațios în care să poată cina împăratul cu suita; a dat ordin la cei mai iscusiți maieștri ciubărari și donițari ca aceștia în graba cea mai mare să gătească ciubere și donițe   multe și să le ducă la Câmpeni, din care să se facă o poartă de triumf a împăratului; a poruncit în toate satele ca acei munteni care au cai buni, se se afle cu ei bine înșeuați pe muntele Găina”, de unde împăratul împreună cu suita să poată călări până la Câmpeni. E. Hodoș motivează abținerea lui Avram Iancu de a se prezenta în fața împăratului, prin aceea că în 1852, tulburându-i-se mintea, nu mai avea spiritul luminos de altădată.

### Schițe
Pe lângă lucrările cu caracter istoric , orizontul prozei lui Enea Hodoș cuprinde schițe cu o bogată tematică, printre care: Un pas hotărât, La masă, Nepoțica, Bătrâna. Cea mai bună dintre schițele amintite este Bătrâna. Personajul vine din rândul meseriașilor bănățeni. Singura ei mângâiere este fiul său zidar care lucra ca simbriaș. Bătrâna îl astepta zilnic să se întoarcă de la lucru și era fericită văzându-l că vine, chiar dacă era beat. Când este bolnavă, în agonie, feciorul mustrat de conștiință se întoarce acasă mai degrabă ca de obicei și ea îi spune cu limba îngroșată: „Mulțumim și de atât”. E. Hodoș reușește, în această schiță, să facă o profundă analiză psihologică a personajelor prin puterea lor de interiorizare, folosind monologul interior, realizat nu la persoana I ca în Hagi Tudose al lui Delavrancea, sau ca în alte opere literare, ci la persoana a III-a. „Când a văzut, singur a început în sfârșit a se desmeteci. Au venit la rând mustrările; și de amărăciune îi venea pofta să-și bată capul de zidurile casei pustii. Nu-l mai ținea locul...ea a voit o singură dată să-l rețină acasă, el n-a rămas, nici măcar un popă nu i-a adus; acum înțelegea dorul cu care era așteptat serile, înțelegea dragostea ei, ascultarea ei... În schimb el ce i-a dat?”  E. Hodoș este realist în schițele pe care le-a scris. El prezintă oameni desprinși din viața reală cu viciile lor, ajungând uneori până la naturalism: Feciorul se întorcea întotdeauna plin pe cămașă de praful ruginiu al cărămizilor, mestecat cu al varului și cu mirosul vecinic de tutun prost și de alcool. Colo în zorile duminicii, sunt de obicei tun cu toții, cu lăutari și femei cu tot, în deplină solidaritate.” 

### Traduceri
E. Hodoș avea o profundă admirație pentru scriitorii realiști ai vremii: I.S. Turgheniev, Feodor Mihailovici Dostoievski, Emile Zola. În perioada când o parte dintre scriitorii români gravitau în orbita literaturii franceze, sau în a celei germane, cei de dincolo sau cei de dincoace de Carpați, profesorul E. Hodoș, în intenția lărgirii orizontului pentru literatură, atrage atentia elevilor săi asupra literaturii ruse. Traduce din clasicii ruși, scriitorul lui preferat fiind I.S. Turgheniev la care admiră simplitatea stilului, prezentarea personajelor așa cum sunt ele în viață și mai ales adânca lor umanitate. Din Turgheniev traduce nuvelele Clara Milici și Ceasul. În anul 1890, Clara Milici vede lumina tiparului în broșura separată tradusă de E. Hodoș pentru Biblioteca poporală a Tribunei, iar Ceasul apare în nr. 47 al Bibliotecii noastre.

### Publicist
Ca publicist a colaborat la o serie de publicații: Almanahul învățătorilor (Lugoj), Controla (Timișoara), Convorbiri literare (Iași), Dacia Traiană (Sibiu), Familia (Oradea), Foaia Diecezană (Caransebeș), Foia ilustrată (Sibiu), Învățătorul bănățean (Lugoj), Luceafărul (Sibiu), Tribuna (Sibiu și Oradea)
În programul publicat în întâiul număr al Tribunei, se spune:
„Înființând ziarul, ei, întemeitorii, au voit să creeze și un centru de lucrare literară și au întemeiat o tipografie menită de a spori cărțile populare române și a contribui la educațiunea poporului român.”— Enea Hodoș - Literatura Tribunei 
Pentru aceasta Tribuna a editat publicații de popularizare a literaturii ca foița Biblioteca poporală a Tribunei și Calendarul poporului. E. Hodoș a colaborat atât la ziar, cât și la aceste două publicații anexe cu schițe și traduceri. Articolele scrise de E. Hodoș în publicațiile vremii se referă la culegerile și studiile unor folcloriști ca Pompiliu Pârvulescu, Tudor Pamfile, Tit Bud, Alex. Vasiliu și alții, la unele monografii ca cea a mitropolitului Andrei Șaguna întocmită de Ioan Lupaș. Alte articole le închină memoriei anumitor oameni ca Filaret Musta, întemeietorul celei mai vechi organizații din țară a învățătorilor, Ștefan Velovan, Nicolae Gane, George Coșbuc, Ion Slavici. Publică creații populare din satele Banatului și Ardealului, sau face recenziile unor opere ca cea a volumului Povești de I. Slavici. E de remarcat atenția pe care o acordă diferitelor opere recomandându-le publicului larg de cititori.
Îată cum încheie articolul despre Poveștile lui I. Slavici care apare la rubrica Dări de seamă din revista Luceafărul: „Gândul nostru... să spunem cititorului... să-și cumpere cartea aceasta de Povești, căci din scrisul domnului Slavici, pe lângă toate criticile noastre, picură totdeauna vorba unui om, care are ceva de spus și de care nu te mai saturi ascultându-l.”  Luând în considerare activitatea sa de publicist, am putea spune că punctul ei esențial se concretizează în înființarea Bibliotecii noastre la Caransebeș și în interesul pe care și l-a dat la redacția Telegrafului român din Sibiu. În cadrul Bibliotecii noastre, au apărut cam 50 de cărți mici pentru popor. Printre primele numere a fost culegerea de Versuri și proză de G. Coșbuc. Poetul începuse în acest timp să fie cunoscut. La București, i se editaseră Balade și idile, Fire de tort și traducerea Eneidei, traducere pentru care în 1897 va obține Marele Premiu Năsturel-Herescu al Academiei Române. Prin intermediul Bibliotecii noastre, i se semnalează prezența și la Caransebeș. În prefața volumului, E. Hodoș ne informează că poetul G. Cosbuc a avut de îndurat din partea unor critici și după o tăcere de trei ani, le-a răspuns prin volumul Fire de tort. E. Hodoș citează cuvintele lui Coșbuc în acest sens: „Stiu că mă cetiți cu furie, dar și cu atențiune.” 
G. Bogdan afirmă că editarea operei lui Coșbuc dovedeste prietenia dintre cei doi iubitori ai frumuseților limbii noastre și în acelasi timp răspunderea pe care și-a asumat-o Hodoș, editorul exeget din Caransebeș. Cu toate că a avut o activitate publicistică bogată, E. Hodoș, după cum îl caracterizează același G. Bogdan, nu a făcut caz de aceasta: „Taciturn și om de modestie rară, E. Hodoș n-a făcut niciodată caz de prieteniile lui literare, sau de succesele lui publicistice.” 

## Folclorul, cea mai de seamă preocupare a sa
Cu toată varietatea activității pe care a desfăsurat-o, E. Hodoș este considerat în primul rând un folclorist. I se atribuie pe bună dreptate această calitate, ținându-se seama de părerile sale cu privire la literatura noastră populară și de preocupările folcloristice pe care le-a avut. Consideră că „Literatura poporală înfățișează exact modul de a simți, a gândi și a voi al unei națiuni”. De asemenea arată că producțiile literaturii populare nescrise „...ne dau forma pentru o limbă adevărată națională bazată pe expresiuni și ziceri frumoase românești”.
Face următoarea clasificare a literaturii populare nescrise:
1. Cântece bătrânești sau de lume veche (balade și legende)
2. Doine și hore
3. Descântece
4. Bocete
5. Orații
6. Proverbe și zicători
7. Ghicitori
8. Frânturi de limbă, fraze care se zic repede și se repetă, de exemplu:
„Capra calcă-n piatră
Piatra crapă-n patru
Crape capu caprii-n patru
Cum creapă și piatra-n patru.”
9. Snoave (anecdote)
10. Basme sau povești
Literatura populară scrisă se împarte, după E. Hodoș, în:

1. Cântece de Crăciun (colinde, cântece de stea, Irozii)
2. Cărți populare (Alixăndria, Halima, Varlaam și Ioasaf)
În rubrica Dări de seamă care apărea în revista Luceafărul, E. Hodoș îsi expune părerile legate de literatura populară, face aprecieri și arată scăderile unor culegeri folclorice cu observații atât din punctul de vedere al conținutului lor, cât și din punct de vedere lingvistic. Astfel referindu-se la culegerea lui Pompiliu Pârvulescu Hore din Cartal (sat din Dobrogea, unde s-a făcut culegerea), E. Hodoș observă, pe lângă meritul acestuia, că autorul n-a cunoscut și baladele din Banat „care în unele privințe sunt cele mai bogate și mai închegate între tot ce a produs fantezia poporului nostru”. O dovadă de superioritate a baladei bănățene este și varianta Mioriței, singura completă aflată în Banat și apărută mai întâi în Luceafărul în 1905. Faptul că această baladă, descoperită de Alecu Russo la Soveja, a fost cunoscută și în capătul opus al țării, Banatul, dovedește caracterul colectiv al folclorului nostru.
A scris mai multe volume de culegeri :                    
- Poezii poporale din Bănat, Caransebeș, 1892
- Cântece bănățene, Caransebeș, 1898
- Poezii populare din Bănat, Sibiu, 1906
- Poezii populare din Bănat, vol. III, (Descântece), Sibiu, 1912
- Frumoasa din nor și alte povești, Oravița, 1927

În prefața primului volum, autorul arată că poeziile au fost culese din comune ale Banatului timișean cu concursul tinerilor de la Institutul pedagogic–teologic din Caransebeș. Dă lista celor ce au cules și arată localitățile de unde s-a cules. Între 1889 și 1892, s-au cules mai mult de două mii de cântece poporale lirice și epice, dintre care a ales, cum spune autorul, pe cele mai importante. Cântecele de dragoste, leagăn, de cătănie, bocetele, colindele, descântecele, cât și baladele, basmele din aceste culegeri, oglindesc o gamă amplă a sentimentelor omului din popor. În a doua parte a prefeței, arată însușirile gramaticale, mai ales fonetice, ale graiului bănățean, dând exemple. Hodoș arată că:
„... cea mai de frunte trăsătură caracteristică a graiului din Banat este păstrarea lui „ñ” muiat, pe care nu l-a păstrat nici ardeleanul, nici munteanul, nici moldoveanul, abia macedoromânul.”— Enea Hodoș - Cântece bănățene 
Alte însușiri ale graiului bănățean pe care Enea Hodoș le menționează sunt:
- păstrarea lui n itervocalic:

vine în loc de vie (substantiv)
cuni în loc de cui
rămâni în loc de rămâi
- t și d + i sau e se pronunță ce, ge : frunce, verge
- ce se pronunță și ca în Moldova
- z se pronunță dz: dzamă, dzâmbet
- substantivele feminine terminate în ă la singular, se termină la plural în i: căși, iconi
- de la verbul a fi se folosesc formele: mis, vis, îs
- formarea imperativului negativ cu areț: nu cântareț, nu strigareț

E. Hodoș grupează cântecele populare astfel:
1. De dragoste
2. De jale, de mustrare, de blăstem
3. Vesele, glumețe, satirice
4. Cătănești
Această grupare demonstreză prezența în primul rând a sentimentului de dragoste în creația populară, apoi a sentimentului de jale. În unele versuri, dragostea și dorul nu se deosebesc:
„Dorul de cine se leagă
Nu mai poartă mintea-ntreagă,
Că de mine s-a legat
Si-n zece boli m-a băgat. ”— culeasă la Văliug, în „Poezii poporale din Bănat” 
În cântece se întâlnește și o dragoste plină de duh:
„Mână-ți, bade, boii bine
Nu ține ochii la mine
Ochii mei sânt lăcomoși
După voinicii frumoși”— în „Poezii poporale din Bănat” 
Uneori versurile sunt pătrunse de jalea despărțirii, a dragostei neîmplinite:
„Trandafir cu vârfu-n apă
Plânge mândruța de crapă
După bădița că pleacă”— în „Poezii poporale din Bănat” 
O caracteristică a poeziei populare este ascultarea de părinți, ca și sentimentul de dreptate, ospitalitate, cinste:
„Nu iubi pe fiecine,
Că-ți faci neamu de rușine”— în „Poezii poporale din Bănat” 
În culegerea lui E. Hodoș apare și credința populară în scris, ursită, soartă:
„Arz-o focul ursitoare
Care m-a ursit pe mine
Să nu mai trăiesc cu bine”— în „Poezii poporale din Bănat” 
Cântecele vesele, glumețe, satirice din această colecție biciuiesc în primul rând nepriceperea și lenea:
„Io la joc
Mândra la joc
Mălaiul de joi în foc”— în „Cântece bănățene” 
El era nemulțumit că în poeziile populare, nu era satirizat obiceiul „de a se albi și rumeni”. Cu toate acestea, unele versuri din colecție amintesc de fardul care nu are puterea miraculoasă de a înfrumuseța.
„Fetele din satul nost'
Se uită după frumos
Și frumosu nu-i de ele
Că-s d-alea cu rumenele
Și-ncălțate cu obiele”— culeasă la Ogradena, în „Cântece bănățene” 
După cum s-a amintit, o altă grupă a colecției o formează cântecele cătănești. În aceste cântece sunt înserate sentimente de dor, de tristețe la despărțire, făgăduiala că fata nu se va căsători până ce cel drag nu se va întoarce de la armată:
„Frunză verde plop și salce
Tu te duci bade sărace
Io cu dorul tău ce-oi face”— culeasă la Drinova, în „Cântece bănățene” 
Din unele cântece cătănești se desprind condițiile sociale caracteristice vremii în care a trăit E. Hodoș:
„Cătănia cui e dată?
La fecioru fără tată
Cătănia-i scrisă-n palmă
La fecioru fără mamă.”— culeasă la Fârdea, în „Cântece bănățene” 
Alte cântece reflectă traiul greu din armata austro-ungară și sentimentul înstrăinării:
„Măgheran de pe cetate
Nu mă-ndepărta -mpărate,
Că n-am tată să mă cate,
Maica-i slabă și nu poate.”— culeasă la Sintești, în „Cântece bănățene” 
Volumul Cântece bănățene se încheie cu capitolul Diverse care cuprinde un bocet, colinde, jocuri de copii. Bocetul Zorile constă într-un dialog al omului din popor cu zorile. Dialogul dă la iveală dorința omului ca zorile să întârzie până se desparte sufletul de trup și cel pierdut de cei din familie:
„- Zori, dragi-mi surori,
Ce mi-ați zăbovit,
De nu ați zorit
Într-astă dimineață
Ca ieri dimineață?
..................
- Noi ne-am zăbovit
De nu am zorit
Pân' s-a despărțit
Sufletul de la trup,
Maica de la fii
Și de la copii.”— în „Cântece bănățene” 
În colecție se află și două cântece de leagăn, printre care:
„Lulu, lulu, lulu, lea
Vine maica de colea
Cu trei pui de rândunea
Unu mie, unu ție,
Unu fetei din cocie.”— culeasă la Fârdea, în „Cântece bănățene” 
Colindele contin urările adresate gazdelor de către copiii care mergeau de la casă la casă, în noaptea de 24 decembrie.
„Trăiască gazda cu găzdărița
Să ne umple căpița
C-un acov de vin
Să ne fie inima deplin.”— culeasă la Iaz, în „Cântece bănățene” 
E. Hodoș nu are în colecțiile sale, producții populare care să amintească și de alte obiceiuri ale poporului nostru cum sunt cântecele de sorcovă, Plugușorul, sau Capra cu toate că acesta este un obicei specific Banatului. Ne dă explicații referitoare la credințele și superstițiile poporului. Vorbind despre paparude, arată că vara pe secetă, fete țigănci de 9-11 ani, umblă pe la case, după ce, dezbrăcându-se de toate hainele, s-au împodobit cu frunze și crengi. Stăpâna casei le stropește cu apă, iar fetele cântă:
„Paparugă, rugă,
Ean ieși de ne udă
Cu găleata, leata
Peste toată gloata
Bumburel de-argint
Vărsat pe pământ,
Ploaie, Doamne, ploaie
Locuri să se moaie.”— culeasă la Caransebeș, în „Cântece bănățene” 
La fel sunt explicate și jocurile de copii. La unul dintre acestea, copiii se prind cu două degete de dosul mâinii și mișcând șirul mâinilor în sus și în jos rostesc:
„- Pițigaie, gaie,
Ce ai în tigaie?
- Făina puilor
- Unde-s puii?
- Sus pe creangă
- Unde-i creanga?
- A ars-o focul.”
și în continuare, focul l-a stins ploaia, ploaia a băut-o boul, boul a fost mâncat de lup, iar pe lup 
„- L-a pușcat Matei
Cu pușca de tei.”— culeasă la Sălbăgel, în „Cântece bănățene” 
De la începuturile sale, folcloristica noastră a acordat atenția cuvenită epicii populare. E. Hodos își îndreaptă atenția înspre acest gen de creație populară și publică la Sibiu, în 1906, Poezii poporale din Bănat, vol. 2, cu 25 de balade. Una dintre balade este Mârza, în care se arată ce i se întâmplă lui Mârza la închisoare:
„Câte fere ruginite
Toate pe Mârza-nvârtite
.......................
Șezu astăzi, sezu mâne,
Șezu șapte ani de zile.”— balada Mârza, în Literatuta populară aleasă 
O altă baladă din colecție este Iancu și turcu. Iancu îl răpune pe turcul care fusese la nevastă-sa acasă, apoi merge și o pedepsește pe femeia necredincioasă:
„Iară Iancu ce făcea?
El în podrum o ducea,
Cu rășină o ungea
Și foc de jos îi dădea.”— balada Iancu și turcu, în Poezii poporale din Bănat 
Codreanu, care după clasificarea lui Al.I. Amzulescu intră în grupul baladelor păstorești, începe cu același element al naturii, frunza:
„Frunză verde de cetină
Cine merge sus la stână
Cu mândruța lui de mână?
E Codreanul voinicel
Cu Ileana după el.”
Ajungând la stână, poruncește baciului:
„Tu nouă să ne câștigi
Un berbece de căldare,
O mioară de frigare
Si-un caș mare
De gustare.”— balada Codreanu, în Poezii poporale din Bănat 
Codreanu în loc să-i mulțumească baciului pentru cele pregătite, îl pălmuiește. Baciul îl blestemă și Codreanu piere în codru fără ca mândra să-l jelească.
O altă baladă, Rafila, prezintă fata de la țară care într-o zi de primăvară, culegând flori, le sărută și dându-i-le ciobanului Nițu, îi spune că dacă ele s-or vesteji, îi vor veni pețitori. Acesta, din dorința de a nu o pierde, îi răspunde:
„- Rafilă, aleasa mea,
Florile io le-oi griji,
De-oi vedea c-or vesteji.
Oi părăsi oile,
Oile și florile
Și m-oi duce-n dorul tău
Și te-oi scoate de la rău.”— balada Rafila, în Poezii poporale din Bănat 
În aceste balade, culese de E. Hodoș, se foloseste repetiția, hiperbola, pronumele relativ-interogativ. În ceea ce privește versificația, este caracteristică rima populară în care abundă perioadele monorime.
Seria de Poezii poporale din Bănat se încheie cu volumul III, Descântece. Acest volum cuprinde descântece de tot felul, însoțite de explicații ale ceremonialului cu care se rosteau. Dacă o fată îmbătrânea, se ducea la vrăjitoare și-i dădea un cocoș, ca să-i descânte. Baba, ținând cocoșul, spunea:
„Sări cocoș
Pe coș
...........
Să te duci la (cutare tânăr)
Cu ciocul să-l ciocnești
La Ana să-l pornești,
Să nu poată mânca,
Lucra,
Nici sta,
Până la Ana va pleca.”— cules la Vălișoara, în Poezii poporale din Bănat 
Dacă acesta este un descântec pentru parte, urmeză unul de iubire. La 24 iunie, la așa zisele Sânziene, fetele obișnuiau să meargă în afara satului, să se dezbrace, după ce se asigurau că nu le vede nimeni, și să-și spele fata și corpul cu roua florilor mirositoare, rostind înainte de ivitul soarelui, următoarele cuvinte:
„- Bună dimineața,
Râul lui Iordan
Si apa lui Viorean,
- Mai șezi la noi
Pe scaun de aur
- N-am venit să șăd 
Ci am venit să mă spăl
Pe fată,
Pe brață
Mândră, frumoasă să fiu!
Celor bătrâni vestită,
Celor tineri iubită.”— culeasă la Caransebeș, în Poezii poporale din Bănat 
Descâtecele de izdat, 12 la număr, cam toate se prezintă sub următorea formă:
„Fugi izdate
Blăstămate,
Nu izda
Nu săgeta
Cu tămâie l-oi lăpăda
Acolo să mănânce,
Acolo să zdrumice
Și (cutare) să rămână curat,
Luminat
Ca steaua pe ceri, 
Ca apa pe mări,
Ca argintul curat.”— culeasă la Crușovăț, în Poezii poporale din Bănat 
Cartea conține descântece de colăcit, de mânătură, adică de alungarea bolii de la o persoană, de muroni, de bubă, miguloși, gâlci, albeață, junghi, spaimă, de șarpe de întorcere. Cele din urmă se caracterizează prin repetiții în ordinea numărătorii aritmetice:
„Pleacă N. pe cale
................
Se-ntâlni cu facerile pe cale
Facerilie întâlnite
V-o fi mânat cu unu
Eu vă întorc cu doi
V-o fi mânat cu doi 
Eu vă întorc cu trei.”
(Tot așa cu patru, cinci, șase, șapte, opt, nouă ...)
„Cu vârf și îndesat
În capul aceluia
Care v-a mânat.”— culeasă la Alibunar (localitate în Serbia), în Poezii poporale din Bănat 
Cele mai numeroase sunt descântecele de deochi, 20 la număr, care se rosteau cam toate la fel, la dureri de cap sau amețeli:
„Cine te-o rănit (deochiat)
Să fie pocnit.
De-o fi deochiat de muiere,
Să-i crape pieptul.
De-o fi deochiat de om,
Să-i crape foalele.
De-o fi deochiat de fată mare,
Sî-i pice coșitele.
Cutare să rămână curat
Ca steua pe ceri 
Ca apa pe mări.”— culeasă la Crușovăț, în Poezii poporale din Bănat 
Prin miracolul și prin formulele lor, descântecele au corespondență cu alte specii ale literaturii populare, printre care basmul, care încântă cel mai mult pe cei mici. Povestitul, după cum susține Ovidiu Bârlea în Antologie de proză populară epică, datează din cele mai vechi timpuri:
„Oamenii de îndată ce-au ieșit din faza sălbăticiei, au simțit nevoia să asculte istorisiri, relatări despre isprăvile reale sau presupuse a se fi întâmplat.”— Ovidiu Bârlea, Antologie de proză populară epică  
E. Hodoș, în volumul de proză epică Frumoasa din Nor, a publicat 12 basme. Volumul se deschide cu „Frumoasa din Nor”, cea mai reprezentativă poveste, care începe cu formula obișnuită, la care autorul, adăugând unele cuvinte, caută să dovedească autenticitatea faptelor:
„A fost odată ca niciodată, că de n-ar fi fost nu s-ar povesti, că de la mine nu le pot scoate.”— Enea Hodoș, Frumoasa din Nor și alte povești 
Acțiunea se continuă cu întâmplări din lumea împăraților, a lui Făt-Frumos și a zmeilor. Frumoasa din Nor, fata unui împărat, îl îndrăgește pe Bujor, un tânăr sărac de la curtea tatălui ei. Pe când se oglindeau în apa lacului, un zmeu îl transformă pe Bujor în stană de piatră, iar pe fată o răpește. După multe peripeții, voinicul Luceafăr, fratele fetei, reușește sa-i scape de mânia zmeului. Basmul se încheie, ca de obicei, prin nunta celor doi tineri și a altor personaje din basm:
„Toată lumea zicea: Așa ospăț mai ba! Și vă pot încredința că masa mare mai ține și acum, dacă nu s-a fi ridicat.”— Enea Hodoș, Frumoasa din Nor și alte povești 
Alte personaje care apar în basmele culese de E. Hodoș sunt Dumnezeu și Sfântul Pavel ca în „Gincu Frunză” și în „Fratele și sora”, sau Sfântul Pavel în „Lupul cu capul de fier și băiatul Ieremia”. Pe lângă descrieri ale naturii, basmele acestea conțin portrete, unele atât de frumoase parcă rupte din măiestria lui Coșbuc. În altele, felul de exprimare al personajelor, prin unele expresii și proverbe, înveselește lectura ca, de exemplu, în povestea „Vulpea și mos Corbișor”:
„- Vai de mine! Să mă-nsor? Dar cine Doamne, iartă-mă, m-ar lua pe mine, Corbișor cărunt de bărbat?...
- Ian te uită niteluș și la mine, dragă moșulică!
- Privesc iată!
- Si cum adică mă pretuiești?...nu ți-ș prea pădureață?
- De! zise el tot mai mișcat, ruptă din stele nu ești și pare că nici tânără de tot...
- Că nici dumneata, moșule, nu ești vită de Sfântul Gheorghe...eu, a sfârșit vulpea, cât te văd de pipernicit și pare că totuși te-aș lua de bărbat.”— Enea Hodoș, Frumoasa din Nor și alte povești 
După cum mărturisește E. Hodoș, „Subiectele acestor povești au fost auzite din gura poporului bănățean, altele de la bunica mea Carolina Balint din Roșia Abrudului.” 
În aceste volume de culegeri, se întrevede grija autorului de a scoate în evidență interdependența dintre viața, creațiile și limba poporului, fie prin intermediul prefețelor, fie prin unele explicații lapidare. Frumusețea limbii populare l-a impresionat profund, de aceea un punct al cercetărilor sale îl constituie graiul poetic al omului din popor.
Întrunind calități de cercetător și culegător de folclor, Enea Hodoș a avut o viziune amplă asupra creațiilor populare și, folosind metoda comparativă, a găsit corespondențe în diferitele părți ale țării, fundamentând atât caracterul local al folclorului, cât și trăsăturile lui generale. Această viziune largă este pusă la lumină de însăși aria culegerilor sale, care cuprinde Banatul, o parte din Ardeal, unele localități din Oltenia și din Serbia.
Prin tot ceea ce a realizat în decursul vieții ca scriitor, folclorist, publicist, traducător sau om al școlii, Enea Hodoș a reușit să mențină vie flacăra culturii românești.

## Opera

### Culegeri de folclor
- Poezii poporale din Bănat, vol. I, Caransebeș, 1892
- Cântece bănățene, cu răspuns d-lui Weigand, Biblioteca Noastră, Caransebeș, 1898
- Cântece cătănești, Biblioteca Noastră, Caransebeș, 1898
- Literatura poporală aleasă din diferite colecțiuni, Caransebeș, 1901
- Poezii poporale din Bănat, vol. II (Balade), Sibiu, 1906
- Poezii poporale din Bănat, vol. III (Descântece), Sibiu, Editura Asociațiunii, 1912
- Balade. Frunzulițe din război, vol. I-II, Sibiu, 1918
- Frumoasa din Nor și alte povești, Oravița, 1927

### Manuale, publicații didactice și istorice
- Manualul de istoria literaturii, Editura Foaia Diecezană, Caransebeș, 1893
- Convorbiri pedagogice alese și prelucrate, Caransebeș, 1898
- Elemente de istorie literară, Sibiu, 1912
- Simeon Balint. Viața și luptele lui în Munții Apuseni ai Ardealului la 1848-49, București, 1913
- Literatura zilei, Sibiu, 1941
- Cercetări. Cu privire la trecutul școalelor confesionale ortodoxe române din Ardeal, Sibiu, 1944
- Din corespondența lui Simion Bărnuțiu și a contemporanilor săi, Sibiu, 1944
- Mic dicționar, Sibiu
- Din tinerețile lui Avram Iancu

### Schițe - Memorialistică
- Schițe umoristice, Caransebeș, 1897
- Scrisori (cu multe figuri și un adaus), Sibiu, 1940
- O viață de luptă, suferință și nădejde, Sibiu, 1941

### Traduceri
Din opera lui I.S. Turgheniev
- Clara Milici (nuvelă), Sibiu, 1890
- Ceasul (nuvelă), Sibiu, 1909

## Publicații la care a colaborat
- Almanahul învățătorilor, Lugoj, 1930
- Biblioteca noastră, Caransebeș, 1897
- Familia, Oradea, 1899
- Foaia Diecezană, Caransebeș, 1892
- Învățătorul bănățean, Lugoj, 1929
- Luceafărul, Sibiu, 1907, 1908, 1909
- Tribuna, Arad, 1907

## Galerie de imagini

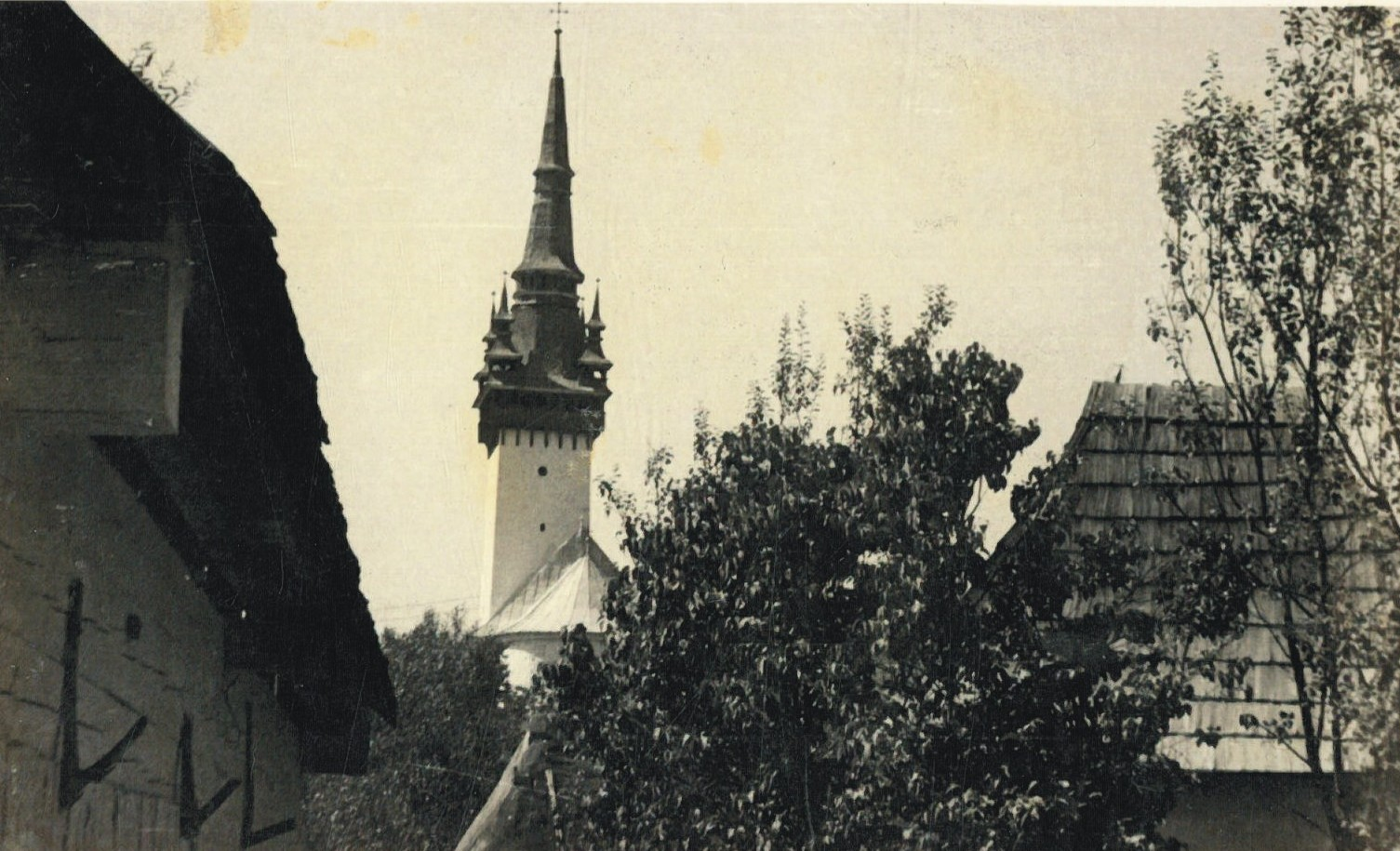
Turla Bisericii greco-catolice din Roșia Montană, în care se întâlneau Simion Balint și Avram Iancu
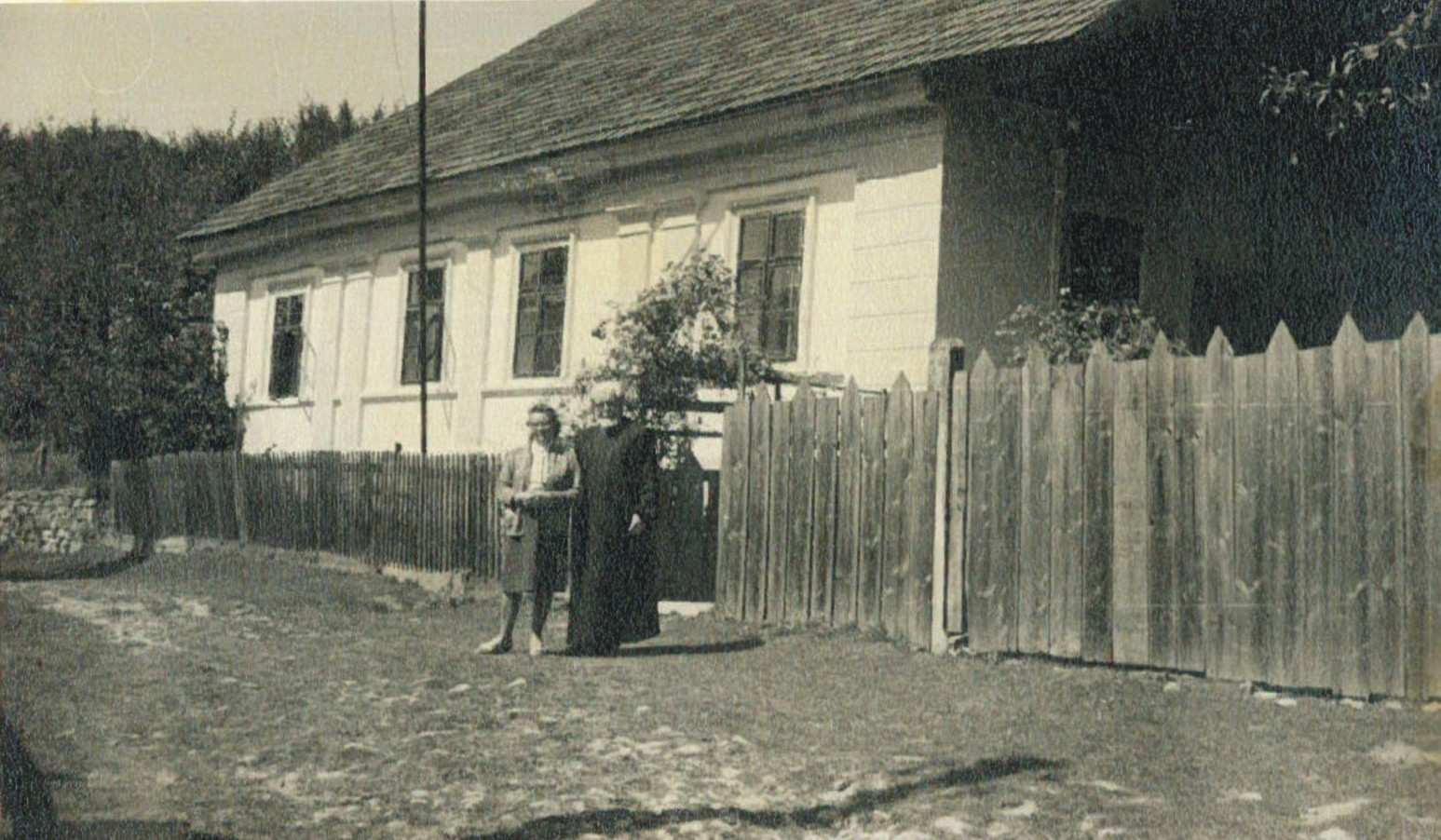
Partea din față a casei în care s-a născut Enea Hodoș
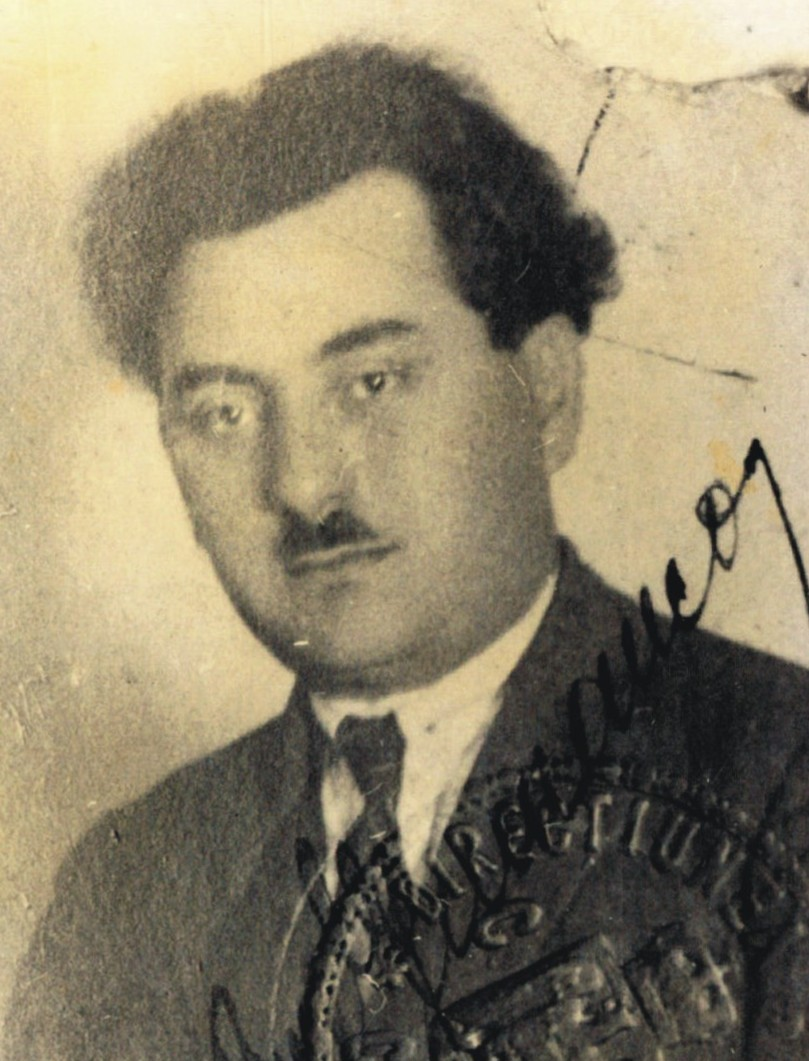
Pavel Jumanca, elevul lui Enea Hodoș
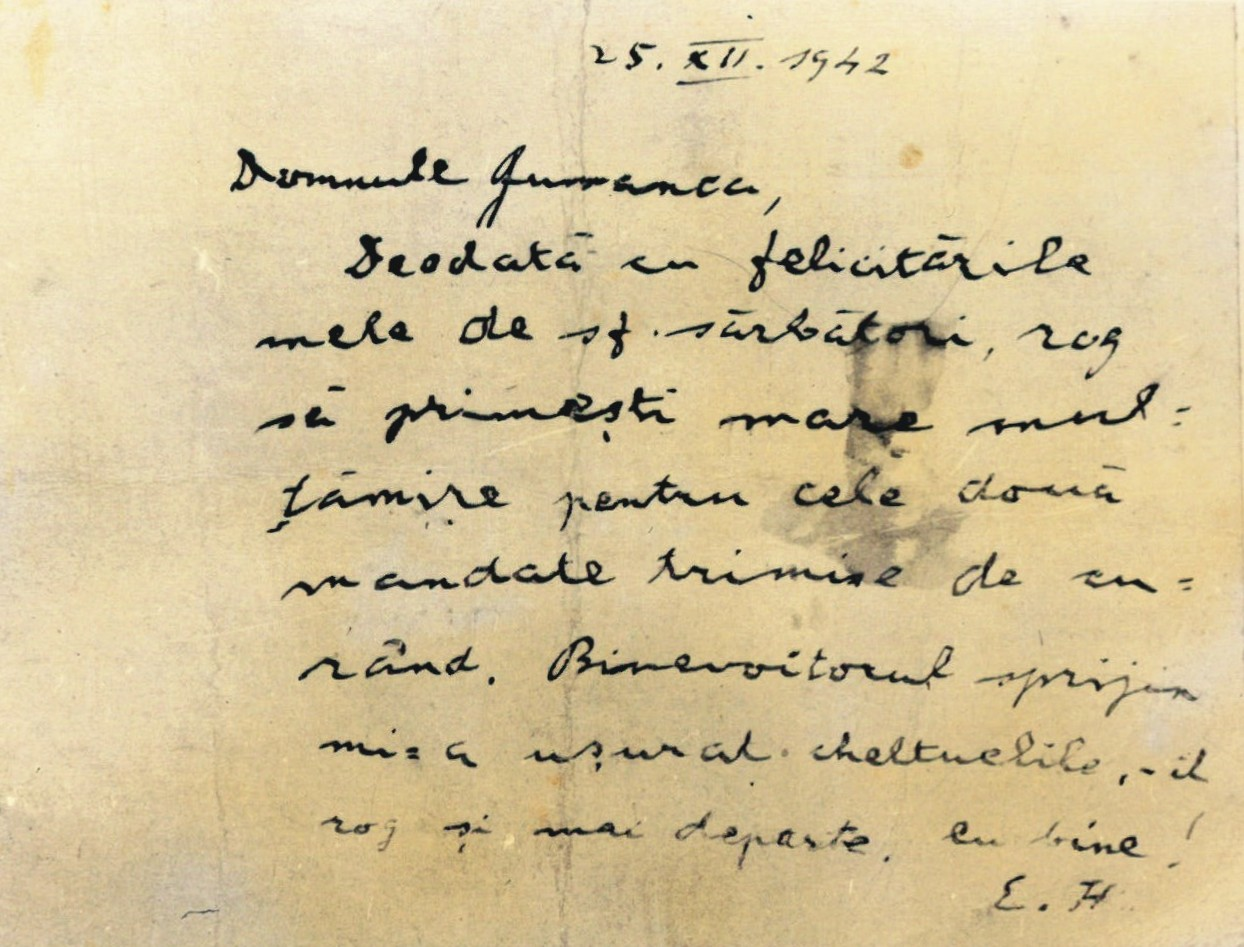
Scrisoare adresată lui Pavel Jumanca de către Enea Hodoș
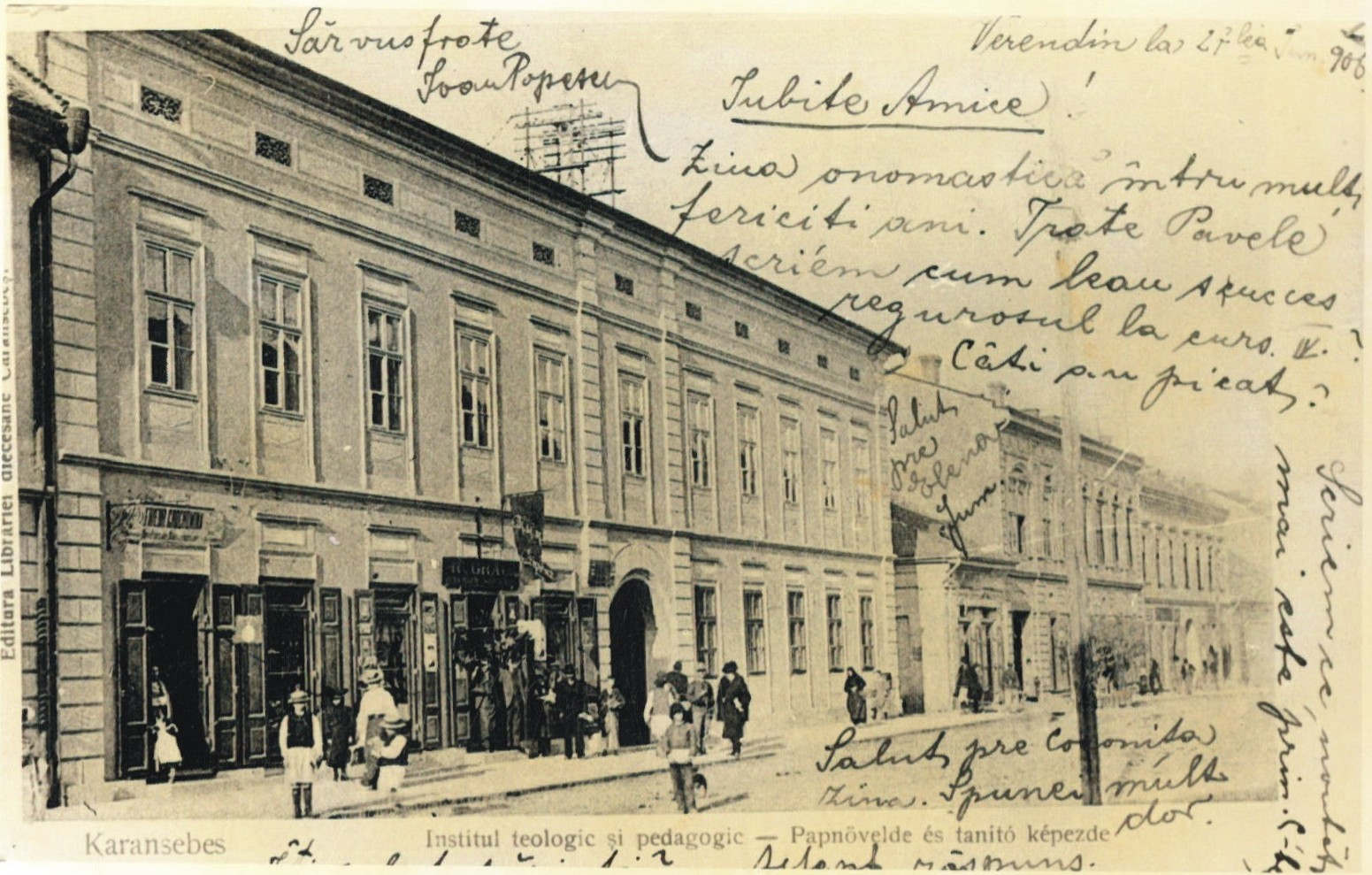
Clădirea Institutului pedagogic-teologic din Caransebeș la care a profesat Enea Hodoș
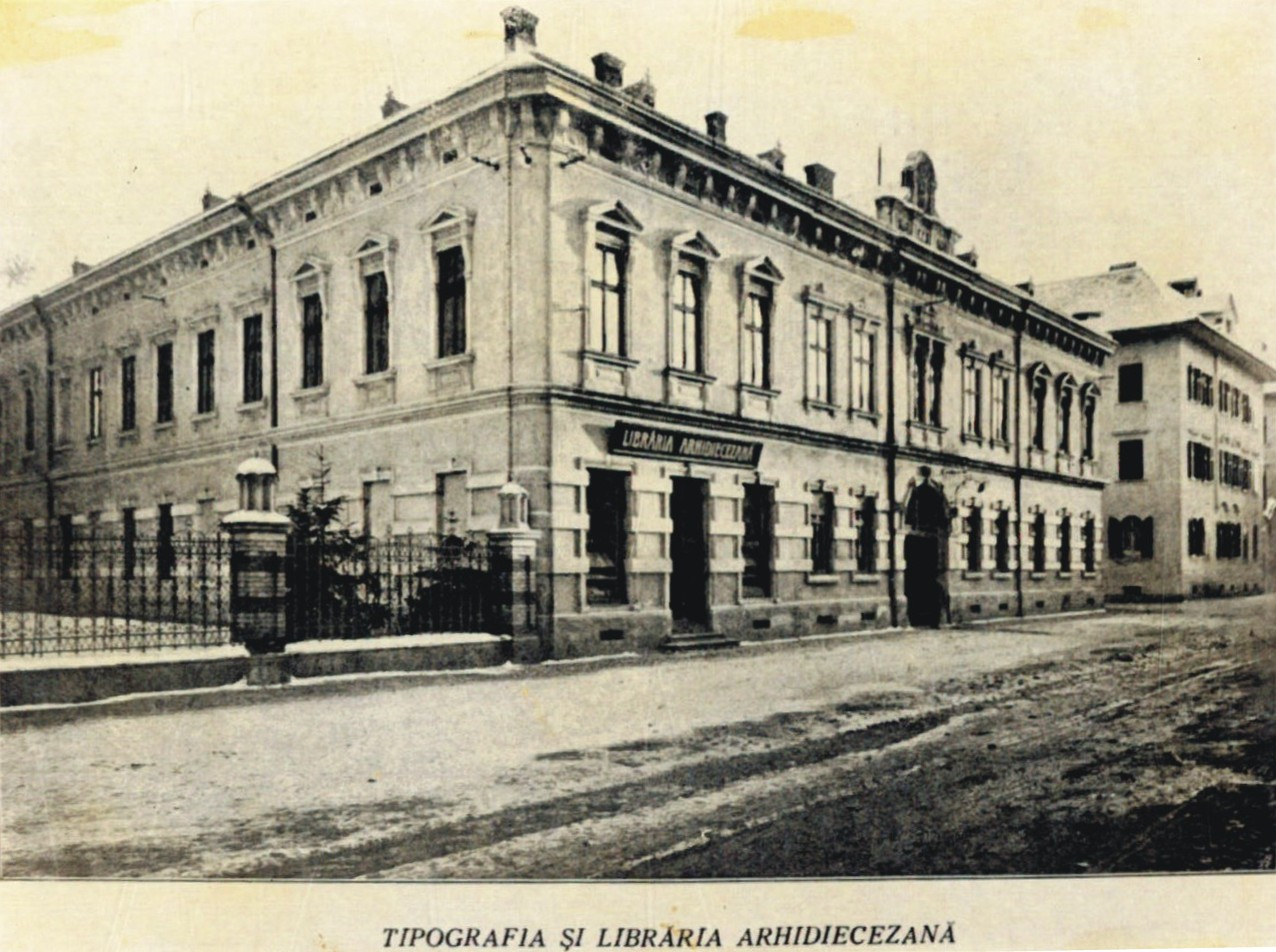
Tipografia și librăria arhidiecezană din Sibiu
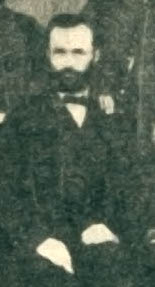
Iosif Hodoș (Hodoșiu), tatăl lui Enea Hodoș
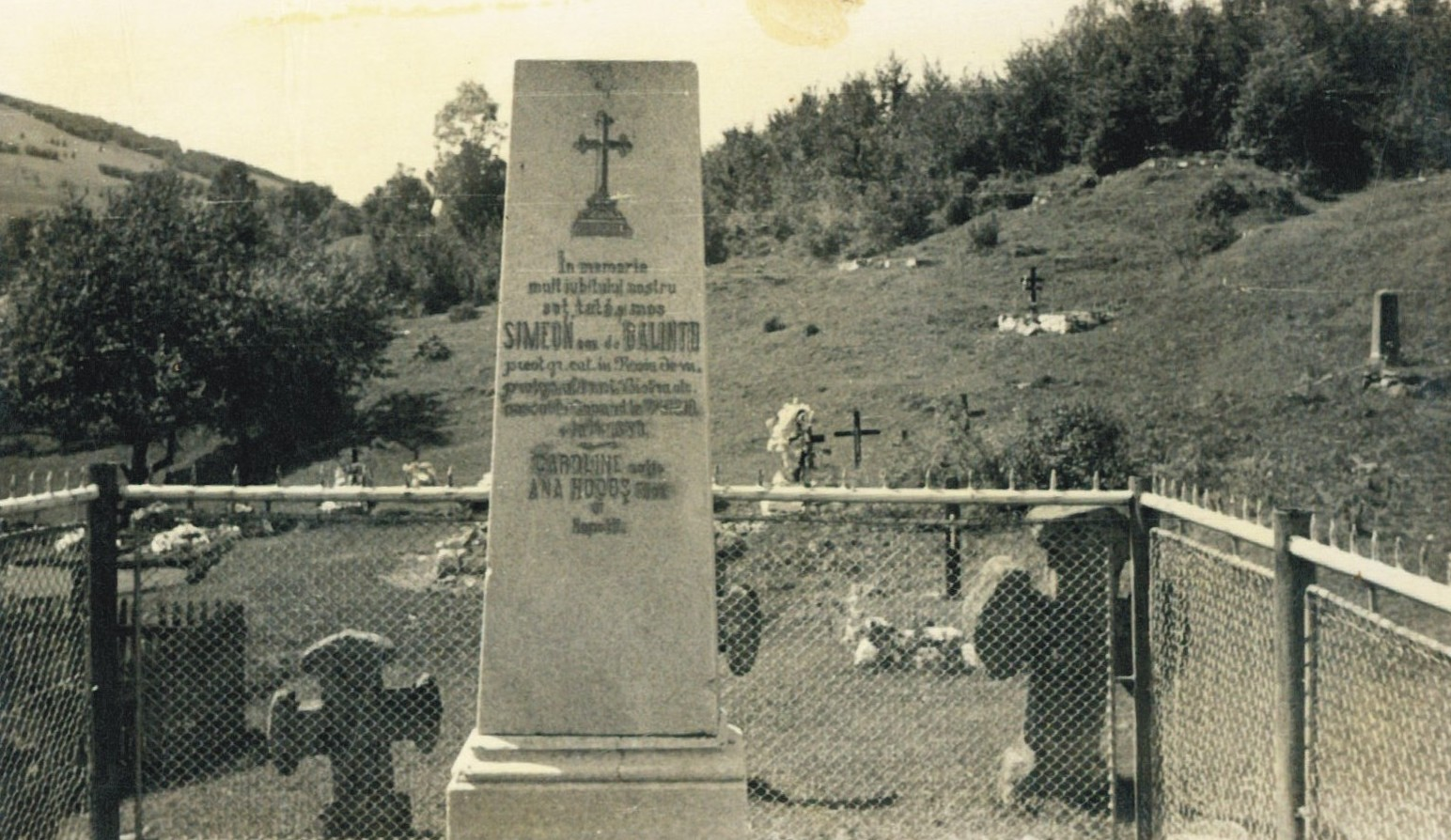
Mormântul Părintelui Simion Balint, bunicul matern al lui Enea Hodoș (cimitirul din Roșia Montană)